# Pati Kidul
Pati Kidul is een bestuurslaag in het regentschap Pati van de provincie Midden-Java, Indonesië. Pati Kidul telt 7113 inwoners (volkstelling 2010).